# أنتوني توماس (لاعب كرة قدم)
أنتوني توماس (بالإنجليزية: Anthony Thomas)‏ (30 أغسطس 1982 بهامرسميث في المملكة المتحدة - ) هو لاعب كرة قدم بريطاني في مركز الهجوم. لعب مع ستيفيناغ بوروه ونادي بارنت ونادي فارنبوروه ونادي ليويس وميدنهد يونايتد ‏ ونادي بروملي وBrackley Town F.C. ‏ وكانفي آيلاند ونادي كامبريدج ستي وHendon F.C. ‏ وهيميل هيمبستيد تاون وWare F.C. ‏ ووينجيت آند فينشلي.

## وصلات خارجية
- أنتوني توماس على موقع قاعدة بيانات كرة القدم.إي يو (الإنجليزية)
- أنتوني توماس على موقع Soccerbase.com (لاعب) (الإنجليزية)
- أنتوني توماس على موقع Soccerway.com (الإنجليزية)